# 桑德拉·奇克
桑德拉·奇克（英語：Sandra Chick，1947年6月2日—），津巴布韦女子曲棍球运动员。她曾代表津巴布韦国家队参加1980年夏季奥林匹克运动会曲棍球比赛，获得一枚金牌。